# Marco Quintilio Varo
Marco Quintilio Varo  fue un político y militar romano del siglo V a. C. perteneciente a la gens Quintilia.

## Familia
Quintilio Varo fue miembro de los Quintilios Varos, una familia patricia de la gens Quintilia.

## Tribunado consular
Ocupó el cargo de tribuno consular en el año 403 a. C., cuando, según Tito Livio, se alcanzó la inusitada cifra de ocho tribunos consulares. Aquel año se instituyó como novedad entre los romanos el establecimiento de los cuarteles de invierno, medida que permitiría continuar ininterrumpidamente la guerra contra Veyes y a la que se opusieron con vehemencia los tribunos de la plebe.